# La casa muda
La casa muda (anglès: The Silent House) és una pel·lícula de terror uruguaiana dirigida pel director veneçolà Gustavo Hernández Ibáñez el 2010. Protagonitzada per Florencia Colucci, Abel Tripaldi, Gustavo Alonso i María Salazar, el guió va ser escrit en col·laboració amb Oscar Estévez. Una pel·lícula de baix pressupost, pensada originalment per a audiències locals, va assolir importància internacional en festivals de cinema com el de Canes, entre d'altres.
Durant el Festival de Cinema de Sundance de 2011, Chris Kentis i Laura Lau van presentar la versió anglesa de la pel·lícula, Silent House, protagonitzada per Elizabeth Olsen.

## Argument
Laura (Florencia Colucci) i el seu pare Wilson (Gustavo Alonso) arriben a una casa antiga amb l'objectiu de reparar-la, ja que el seu propietari, Néstor (Abel Tripaldi), aviat la posarà en venda. Passaran la nit sencera en aquesta casa per començar amb les millores de l'immoble l'endemà. Tot sembla tranquil fins que la Laura escolta un so que ve de fora i que és més fort mentre puja les escales de la casa. Wilson puja les escales per tal de veure què passa mentre Laura decideix esperar el seu pare. La història està inspirada en un fet real que va tenir lloc durant els anys 1940 en un petit poble rural de l'Uruguai. La casa muda narra la peripècia de Laura, segon a segon, qui intenta sortir de la casa mentre descobreix el terrible secret que amaga.
La pel·lícula segueix l'estil de Paranormal Activity.

## Repartiment
- Florencia Colucci: Laura.
- Gustavo Alonso: Wilson.
- Abel Tripaldi: Néstor.

## Estrena
| País            | Data             | Motiu                                                   |
| --------------- | ---------------- | ------------------------------------------------------- |
| França          | Maig de 2010     | Festival de Canes                                       |
| Brasil          | Juliol de 2010   | Festival De Cinema Llatinoamericà                       |
| Austràlia       | Juliol de 2010   | Melbourne Film Festival                                 |
| Perú            | Agost de 2010    | Encuentro Latinoamericano de Cine                       |
| Alemanya        | Agost de 2010    | Fantasy Film Fest                                       |
| Grècia          | Setembre de 2010 | Athens International Film Festival                      |
| Catalunya       | Octubre de 2010  | Festival Internacional de Cinema Fantàstic de Catalunya |
| Canadà          | Octubre de 2010  | Festival du Nouveau Cinema                              |
| Equador         | Octubre de 2010  | Festival de Cine Cero Latitud                           |
| Rússia          | Octubre de 2010  | 2 in 1 Festival of Contemporary Cinema                  |
| Anglaterra      | Octubre de 2010  | Fright Fest                                             |
| Eslovènia       | Novembre de 2010 | Ljubljana Film Festival                                 |
| Suècia          | Novembre de 2010 | Stockholm International Film Festival                   |
| Croàcia         | Novembre de 2010 | One Take Film Festival                                  |
| Gal·les         | Novembre de 2010 | Abertoir Horror Festival                                |
| Estònia         | Desembre de 2010 | Tallinn Black Nights Film Festival                      |
| Cuba            | Desembre de 2010 | Festival Internacional del Nuevo Cine Latinoamericano   |
| Índia           | Desembre de 2010 | International Film Festival of Kerala                   |
| Argentina       | Gener de 2011    | Sales comercials                                        |
| Irlanda         | Febrer de 2011   | Jameson Dublin International Film Festival              |
| Japó            | Març de 2011     | DVD                                                     |
| Nova Zelanda    | Març de 2011     | DVD                                                     |
| Uruguai         | Març de 2011     | Sales comercials                                        |
| Mèxic           | Març de 2011     | Sales comercials                                        |
| República Txeca | Març de 2011     | International Film Festival Prague                      |
| Turquia         | Abril de 2011    | International Istanbul Film Festival                    |
| Corea del Sud   | Abril de 2011    | DVD                                                     |
| Xile            | Abril de 2011    | Cine Terror Valdivia                                    |
| Països Baixos   | Abril de 2011    | Amsterdam Fantastic Film Festival                       |
| Estats Units    | Maig de 2011     | Sales comercials                                        |
| Israel          | Octubre de 2011  | Haifa International Film Festival                       |